# Вецаново
Вецаново (пол. Wiecanowo, нім. Seesitz) — село в Польщі, у гміні Моґільно Моґіленського повіту Куявсько-Поморського воєводства. Населення — 282 особи (2011).
У 1975—1998 роках село належало до Бидгощського воєводства.

## Демографія
Демографічна структура станом на 31 березня 2011 року:
|          | Загалом | Допрацездатний вік | Працездатний вік | Постпрацездатний вік |
| -------- | ------- | ------------------ | ---------------- | -------------------- |
| Чоловіки | 136     | 32                 | 92               | 12                   |
| Жінки    | 146     | 34                 | 91               | 21                   |
| Разом    | 282     | 66                 | 183              | 33                   |